# Жулавка (Великопольське воєводство)
Жулавка (пол. Żuławka, нім. Friedrichshorst) — село в Польщі, у гміні Вижиськ Пільського повіту Великопольського воєводства. Населення — 127 осіб (2011).
У 1975—1998 роках село належало до Пільського воєводства.

## Демографія
Демографічна структура станом на 31 березня 2011 року:
|          | Загалом | Допрацездатний вік | Працездатний вік | Постпрацездатний вік |
| -------- | ------- | ------------------ | ---------------- | -------------------- |
| Чоловіки | 70      | 17                 | 47               | 6                    |
| Жінки    | 57      | 16                 | 29               | 12                   |
| Разом    | 127     | 33                 | 76               | 18                   |